# Josias Simmler
Josias Simmler (o Josiah Simler; in latino Iosias Simlerus; Kappel am Albis, 6 novembre 1530 – Zurigo, 2 luglio 1576) è stato un teologo e umanista svizzero, autore del primo libro relativo esclusivamente alle Alpi.

## Biografia

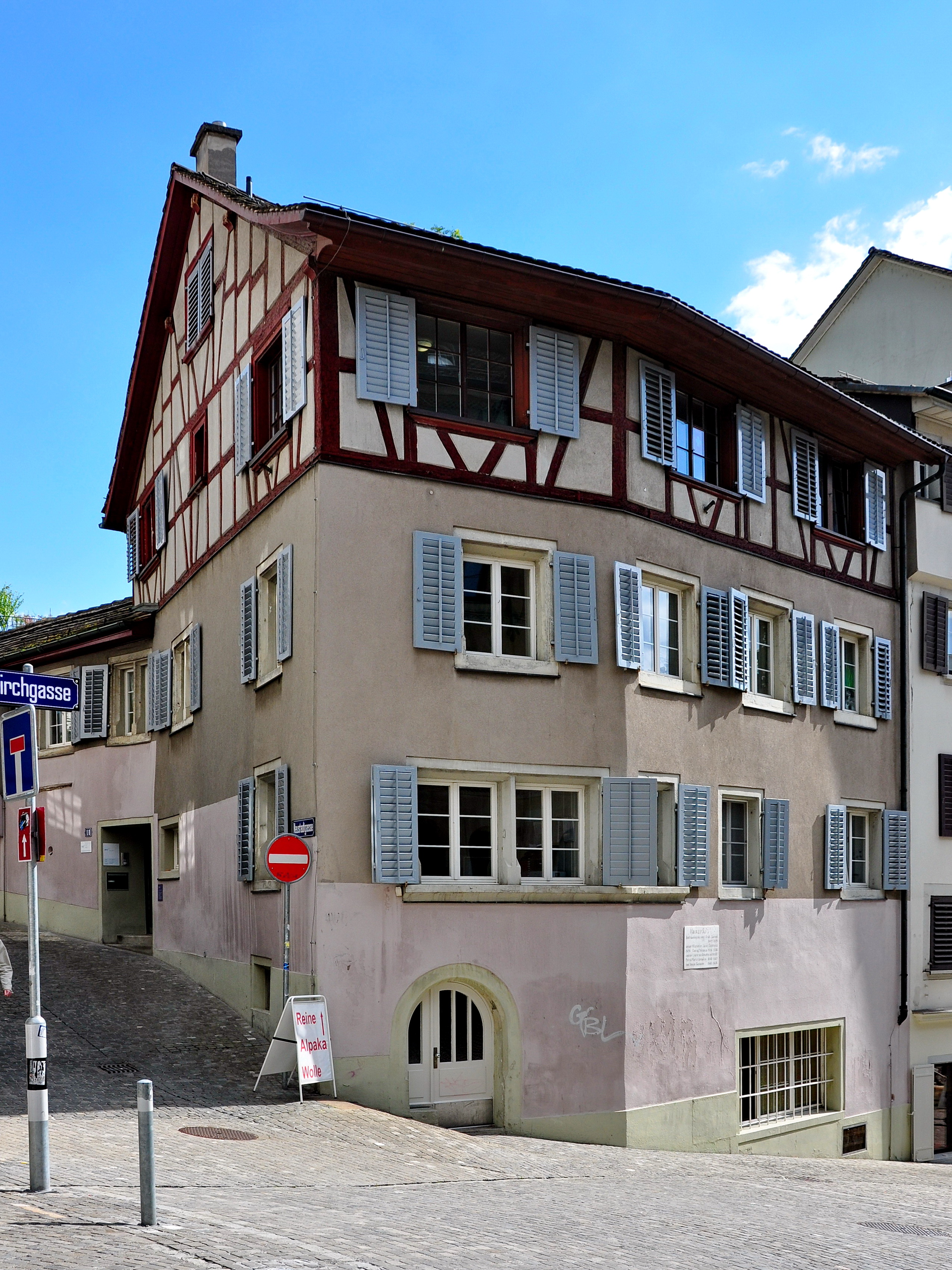
«Haus zur Sul»: residenza ufficiale di Ulrich Zwingli (1522-1525) e dei suoi collaboratori Jakob Ceporin (1526) e Konrad Pellikan (1526-1556), e successivamente di Peter Martyr Vermigli (1556-1562) e Josias Simmler (1563-1576), professori al Carolinum, l'accademia del Grossmünster.

Figlio dell'ex priore del convento cistercense di Kappel (Cantone di Zurigo), comune in cui nacque e dove suo padre fu pastore protestante e maestro di scuola fino alla sua morte, avvenuta nel 1557. Nel 1544 Simler si recò a Zurigo per continuare la sua formazione con il suo padrino, il riformatore Heinrich Bullinger. Dopo aver completato gli studi a Basilea e Strasburgo, tornò a Zurigo e divenne parroco.
Nel 1552 divenne professore di esegesi del Nuovo Testamento all'Accademia Carolinum di Zurigo, dove insegnò anche matematica e astronomia tolemaica, e nel 1560 divenne professore di teologia. [1] Nel 1555 pubblicò una nuova edizione dell'Epitome della sua Bibliotheca universalis di Conrad Gessner (un elenco di tutti gli autori che avevano scritto in greco, latino o ebraico), una nuova edizione della stessa Bibliotheca e nel 1575 un'edizione annotata di l'Itinerario Antonino. In seguito divenne diacono di San Pietro a Zurigo, tradusse molte delle opere di Bullinger in latino e scrisse una sua biografia. [1] Nel 1559 ebbe il suo primo attacco di gotta, malattia che lo avrebbe ucciso nel 1576.

## Contributi agli studi svizzeri
Spinto dall'interesse a diffondere la conoscenza sulla sua terra natale tradusse in latino, intorno al 1551, parti del Chronik di Johann Stumpf e negli anni successivi raccolse materiale che si concretizzò nella pubblicazione di una monografia sul Canton Vallese nel 1574. Pubblicò nello stesso volume una descrizione generale delle Alpi, come Introduzione al suo progetto di lavoro sui diversi cantoni svizzeri, intitolato De Alpibus commentarius.
Un altro frammento del suo vasto progetto fu l'opera intitolata De Helvetiorum Republica, apparsa a Zurigo nel 1576, poco prima della sua morte. Fino al 1798 fu considerata l'autorità principale in materia costituzionale svizzera. Nel 1566 scrisse una biografia del suo amico Conrad Gessner, poco dopo la sua morte, avvenuta l'anno precedente.

## De Alpibus commentarius
Nel 1574 pubblicò De Alpibus commentarius, il primo trattato-commentario sulle Alpi e la civiltà montana.
In questo trattato raccolse ciò che gli autori classici avevano scritto sulle Alpi, aggiungendo del materiale raccolto dai suoi amici e corrispondenti. Questo commentario è considerato la prima opera esclusivamente dedicata alle Alpi e riassume le conoscenze su quella regione possedute nel XVI secolo.
Contiene inoltre un capitolo dedicato ai pericoli delle strade alpine, con suggerimenti ai viaggiatori sull'equipaggiamento più adatto e consigli per evitare crepacci e tempeste. È la prima volta che vengono descritte le caratteristiche dei diversi tipi di neve.
Fu ripubblicato dagli Elzevir a Leida nel 1633, e di nuovo a Zurigo nel 1735, mentre un'elaborata edizione annotata di W. A. B. Coolidge, con traduzione francese, note e appendici, apparve a Grenoble nel 1904.
Il lavoro critico di Coolidge, Memoria sulle Alpi, portava l'attenzione sull'"umanesimo elvetico", movimento concentrato particolarmente in Svizzera e caratterizzato da una "comune attenzione ad un esplicito radicamento ambientale in chiave locale nello svolgimento della propria ricerca naturalistica".
Simler, figura particolarmente rappresentativa dell'"umanesimo elvetico", con De Alpibus realizzò una puntuale ricostruzione narrativa del mondo alpino, conciliando riferimenti ad autori antichi con temi storico-naturalistici.

## Opere
- De aeterno Dei filio. Zurich, 1568 (VD 16 S 6498).
- De Republica Helvetiorum Libri duo. Zurich: Christoph Froschauer, 1576 (VD 16 S 6510).
- De Republica Helvetiorum Libri duo. Zurich, 1577 (VD 16 S 6511).
- Regiment Gemeiner loblicher Eydgnoschafft. Zurich, 1576 (VD16 S 6512)
- Josias Simler, Vita clarissimi philosophi et medici excellentissimi Conradi Gesneri Tigurini a Josia Simlero Tigurin. Item epistola Gesneri de libris a se editis (VD16 S 6520), Tiguri, C Froschoverum, 1566.
- Vallesiae descriptio, libri duo: de alpibus commentarius. Zurich, 1574.